# Glochidion celastroides
Glochidion celastroides là một loài thực vật có hoa trong họ Diệp hạ châu. Loài này được (Müll.Arg.) Pax mô tả khoa học đầu tiên năm 1890.